# قانون اساسی لتونی
قانون اساسی لتونی (لتونیایی: Satversme)عالی‌ترین قانون کشور لتونی است. این قانون قدیمی‌ترین قانون اساسی در اروپای مرکزی و شرقی و ششمین قانون در میان قوانین فعلی می‌باشد. این قانون در ۱۵ فوریه ۱۹۹۲ توسط مجلس قانون اساسی لتونی که توسط مردم انتخاب شده بودند تصویب شد و در ۷ نوامبر ۱۹۹۲ به اجرا گذاشته شد. قانون اساسی وایمار و قانون اساسی فدرال سوئیس تاثیر عمیقی بر روی متن این سند داشتند. در این قانون اجزای اصلی حکومت از جمله پارلمان، رئیس‌جمهور، هیئت وزیران و دادگاه‌ها مشخص شده است. قانون اساسی لتونی شامل ۱۱۵ مقاله در هشت سر فصل است.